# Йенсен, Йон
Йон Йенсен (дат. John Jensen; род. 3 мая 1965, Копенгаген) — датский футболист, защитник известный по выступлениям за «Брондбю», «Арсенал» и сборную Дании. Участник Чемпионатов Европы 1988 и 1992 годов.
С 2014  по 2018 годы работал главным тренером в клубе «Фремад Амагер». В сентябре 2018 года, вследствие конфликта футболистов основного состава Дании и футбольной федерации, который затронул и действующего главного тренера Оге Харейде, на одну игру стал и.о. главного тренера сборной .

## Клубная карьера
Йенсен начал свою карьеру в «Брондбю». Во время своего первого пребывания в клубе трижды выиграл датскую Суперлигу. В 1987 году был признан Футболистом года в Дании и получил вызов в национальную команду. После Евро-88 перешёл в немецкий «Гамбург», где отыграл два сезона. В 1990 году вернулся в «Брондбю» и помог родному клубу дважды выиграть чемпионат и дойти до полуфинала Кубка УЕФА.
После победы на Евро-92 Йенсен перешёл в лондонский «Арсенал». С новой командой выиграл Кубок Англии, Кубок английской лиги и Кубок обладателей кубков УЕФА. Также был одним из двенадцати иностранных футболистов, которые на тот момент выступали в Премьер-лиге. 31 декабря 1994 года в матче против «КПР» забил свой единственный гол в Премьер-лиге за 132 матча. Впоследствии были выпущены футболки на которых было написано «Я был там, когда Йенсен забил».
В 1996 году в третий раз вернулся в «Брондбю» и помог команде дважды выиграть первенство Дании. В 1999 году перешёл в «Херфёльге», где был играющим тренером клуба. В том же году был удостоен звания тренер года в Дании и выиграл чемпионат.

## Карьера в сборной
В 1987 году Йенсен дебютировал за сборную Дании. В 1988 году был включен в заявку на участие в чемпионате Европы. На турнире сыграл в двух матчах против сборных Италии и Испании. Через четыре года в Швеции Йенсен в составе национальной команды во второй раз принял участие в чемпионате Европы и стал победителем турнира. На турнире он сыграл во всех матчах против сборных Англии, Швеции, Нидерландов, Франции и Германии. В финальном поединке против немцев он забил первый гол и помог команде впервые в истории выиграть турнир.

## Статистика

### Матчи Йенсена за сборную Дании
| Матчи Йенсена за сборную Дании | Матчи Йенсена за сборную Дании | Матчи Йенсена за сборную Дании | Матчи Йенсена за сборную Дании | Матчи Йенсена за сборную Дании | Матчи Йенсена за сборную Дании |
| ------------------------------ | ------------------------------ | ------------------------------ | ------------------------------ | ------------------------------ | ------------------------------ |
| №                              | Дата                           | Соперник                       | Счёт                           | Голы Йенсена                   | Соревнование                   |
| 1                              | 24 сентября 1986               | ФРГ                            | 0:2                            | —                              | Товарищеский матч              |
| 2                              | 20 мая 1987                    | Греция                         | 5:0                            | —                              | Олимпийские игры 1988 (отбор)  |
| 3                              | 10 июня 1987                   | Румыния                        | 8:0                            | 1                              | Олимпийские игры 1988 (отбор)  |
| 4                              | 26 августа 1987                | Швеция                         | 0:1                            | —                              | Товарищеский матч              |
| 5                              | 3 сентября 1987                | Румыния                        | 2:1                            | —                              | Олимпийские игры 1988 (отбор)  |
| 6                              | 9 сентября 1987                | Уэльс                          | 0:1                            | —                              | Чемпионат Европы 1988 (отбор)  |
| 7                              | 23 сентября 1987               | ФРГ                            | 0:1                            | —                              | Товарищеский матч              |
| 8                              | 14 октября 1987                | Уэльс                          | 1:0                            | —                              | Чемпионат Европы 1988 (отбор)  |
| 9                              | 28 октября 1987                | Польша                         | 2:0                            | —                              | Олимпийские игры 1988 (отбор)  |
| 10                             | 18 ноября 1987                 | ФРГ                            | 0:1                            | —                              | Олимпийские игры 1988 (отбор)  |
| 11                             | 30 марта 1988                  | ФРГ                            | 1:1                            | —                              | Олимпийские игры 1988 (отбор)  |
| 12                             | 10 мая 1988                    | Венгрия                        | 2:2                            | —                              | Товарищеский матч              |
| 13                             | 1 июня 1988                    | Чехословакия                   | 0:1                            | —                              | Товарищеский матч              |
| 14                             | 5 июня 1988                    | Бельгия                        | 3:1                            | —                              | Товарищеский матч              |
| 15                             | 11 июня 1988                   | Испания                        | 2:3                            | —                              | Чемпионат Европы 1988          |
| 16                             | 17 июня 1988                   | Италия                         | 0:2                            | —                              | Чемпионат Европы 1988          |
| 17                             | 31 августа 1988                | Швеция                         | 2:1                            | —                              | Товарищеский матч              |
| 18                             | 28 сентября 1988               | Исландия                       | 1:0                            | —                              | Товарищеский матч              |
| 19                             | 19 октября 1988                | Греция                         | 1:1                            | —                              | Чемпионат мира 1990 (отбор)    |
| 20                             | 2 ноября 1988                  | Болгария                       | 1:1                            | —                              | Чемпионат мира 1990 (отбор)    |
| 21                             | 22 февраля 1989                | Италия                         | 0:1                            | —                              | Товарищеский матч              |
| 22                             | 12 апреля 1989                 | Канада                         | 2:0                            | —                              | Товарищеский матч              |
| 23                             | 26 апреля 1989                 | Болгария                       | 2:0                            | —                              | Чемпионат мира 1990 (отбор)    |
| 24                             | 17 мая 1989                    | Греция                         | 7:1                            | —                              | Чемпионат мира 1990 (отбор)    |
| 25                             | 14 июня 1989                   | Швеция                         | 6:0                            | —                              | Товарищеский матч              |
| 26                             | 18 июня 1989                   | Бразилия                       | 4:0                            | —                              | Товарищеский матч              |
| 27                             | 23 августа 1989                | Бельгия                        | 0:3                            | —                              | Товарищеский матч              |
| 28                             | 11 октября 1989                | Румыния                        | 3:0                            | —                              | Чемпионат мира 1990 (отбор)    |
| 29                             | 15 ноября 1989                 | Румыния                        | 1:3                            | —                              | Чемпионат мира 1990 (отбор)    |
| 30                             | 11 апреля 1990                 | Турция                         | 1:0                            | —                              | Товарищеский матч              |
| 31                             | 15 мая 1990                    | Англия                         | 0:1                            | —                              | Товарищеский матч              |
| 32                             | 30 мая 1990                    | ФРГ                            | 0:1                            | —                              | Товарищеский матч              |
| 33                             | 6 июня 1990                    | Норвегия                       | 2:1                            | —                              | Товарищеский матч              |
| 34                             | 14 ноября 1990                 | Югославия                      | 0:2                            | —                              | Чемпионат Европы 1992 (отбор)  |
| 35                             | 1 мая 1991                     | Югославия                      | 2:1                            | —                              | Чемпионат Европы 1992 (отбор)  |
| 36                             | 12 июня 1991                   | Италия                         | 0:2                            | —                              | Товарищеский матч              |
| 37                             | 15 июня 1991                   | Швеция                         | 0:4                            | —                              | Товарищеский матч              |
| 38                             | 4 сентября 1991                | Исландия                       | 0:0                            | —                              | Товарищеский матч              |
| 39                             | 25 сентября 1991               | Фарерские острова              | 4:0                            | —                              | Чемпионат Европы 1992 (отбор)  |
| 40                             | 9 октября 1991                 | Австрия                        | 3:0                            | —                              | Чемпионат Европы 1992 (отбор)  |
| 41                             | 8 апреля 1992                  | Турция                         | 1:2                            | —                              | Товарищеский матч              |
| 42                             | 29 апреля 1992                 | Норвегия                       | 1:0                            | —                              | Товарищеский матч              |
| 43                             | 3 июня 1992                    | СНГ                            | 1:1                            | —                              | Товарищеский матч              |
| 44                             | 11 июня 1992                   | Англия                         | 0:0                            | —                              | Чемпионат Европы 1992          |
| 45                             | 14 июня 1992                   | Швеция                         | 0:1                            | —                              | Чемпионат Европы 1992          |
| 46                             | 17 июня 1992                   | Франция                        | 2:1                            | —                              | Чемпионат Европы 1992          |
| 47                             | 22 июня 1992                   | Нидерланды                     | 2:2 (5:4 пен.)                 | —                              | Чемпионат Европы 1992          |
| 48                             | 26 июня 1992                   | Германия                       | 2:0                            | 1                              | Чемпионат Европы 1992          |
| 49                             | 26 августа 1992                | Латвия                         | 0:0                            | —                              | Чемпионат мира 1994 (отбор)    |
| 50                             | 9 сентября 1992                | Германия                       | 1:2                            | —                              | Товарищеский матч              |
| 51                             | 23 сентября 1992               | Литва                          | 0:0                            | —                              | Чемпионат мира 1994 (отбор)    |
| 52                             | 14 октября 1992                | Ирландия                       | 0:0                            | —                              | Чемпионат мира 1994 (отбор)    |
| 53                             | 18 ноября 1992                 | Северная Ирландия              | 1:0                            | —                              | Чемпионат мира 1994 (отбор)    |
| 54                             | 31 марта 1993                  | Испания                        | 1:0                            | —                              | Чемпионат мира 1994 (отбор)    |
| 55                             | 14 апреля 1993                 | Латвия                         | 2:0                            | —                              | Чемпионат мира 1994 (отбор)    |
| 56                             | 28 апреля 1993                 | Ирландия                       | 1:1                            | —                              | Чемпионат мира 1994 (отбор)    |
| 57                             | 2 июня 1993                    | Албания                        | 4:0                            | 1                              | Чемпионат мира 1994 (отбор)    |
| 58                             | 25 августа 1993                | Литва                          | 4:0                            | —                              | Чемпионат мира 1994 (отбор)    |
| 59                             | 8 сентября 1993                | Албания                        | 1:0                            | —                              | Чемпионат мира 1994 (отбор)    |
| 60                             | 13 октября 1993                | Северная Ирландия              | 1:0                            | —                              | Чемпионат мира 1994 (отбор)    |
| 61                             | 17 ноября 1993                 | Испания                        | 0:1                            | —                              | Чемпионат мира 1994 (отбор)    |
| 62                             | 9 марта 1994                   | Англия                         | 0:1                            | —                              | Товарищеский матч              |
| 63                             | 20 апреля 1994                 | Венгрия                        | 3:1                            | —                              | Товарищеский матч              |
| 64                             | 7 сентября 1994                | Македония                      | 1:1                            | —                              | Чемпионат Европы 1996 (отбор)  |
| 65                             | 12 октября 1994                | Бельгия                        | 3:1                            | 1                              | Чемпионат Европы 1996 (отбор)  |
| 66                             | 16 ноября 1994                 | Испания                        | 0:3                            | —                              | Чемпионат Европы 1996 (отбор)  |
| 67                             | 31 мая 1995                    | Финляндия                      | 1:0                            | —                              | Товарищеский матч              |
| 68                             | 7 июня 1995                    | Кипр                           | 4:0                            | —                              | Чемпионат Европы 1996 (отбор)  |
| 69                             | 16 августа 1995                | Армения                        | 2:0                            | —                              | Чемпионат Европы 1996 (отбор)  |

Итого: 69 матчей / 4 гола; 34 победы, 12 ничьих, 23 поражения.

## Достижения

### Как игрок
«Брондбю»
- Чемпионат Дании по футболу: 1985, 1987, 1988, 1990, 1991, 1995/96, 1997/98
- Обладатель Кубка Дании: 1988/1989

«Арсенал»
- Обладатель Кубка Футбольной Лиги: 1993
- Обладатель Кубка Англии: 1992/1993
- Обладатель Кубка обладателей кубков: 1993/1994

«Херфёльге»
- Чемпионат Дании по футболу: 1999/00

Сборная Дании
- Чемпионат Европы по футболу: 1992

### Как тренер
«Херфёльге»
- Чемпионат Дании по футболу: 1999/2000

«Брондбю»
- Чемпионат Дании по футболу: 2004/05

### Личные
- Футболист года в Дании: 1987
- Тренер года в Дании: 2000